# Автомагістраль А65 (Франція)

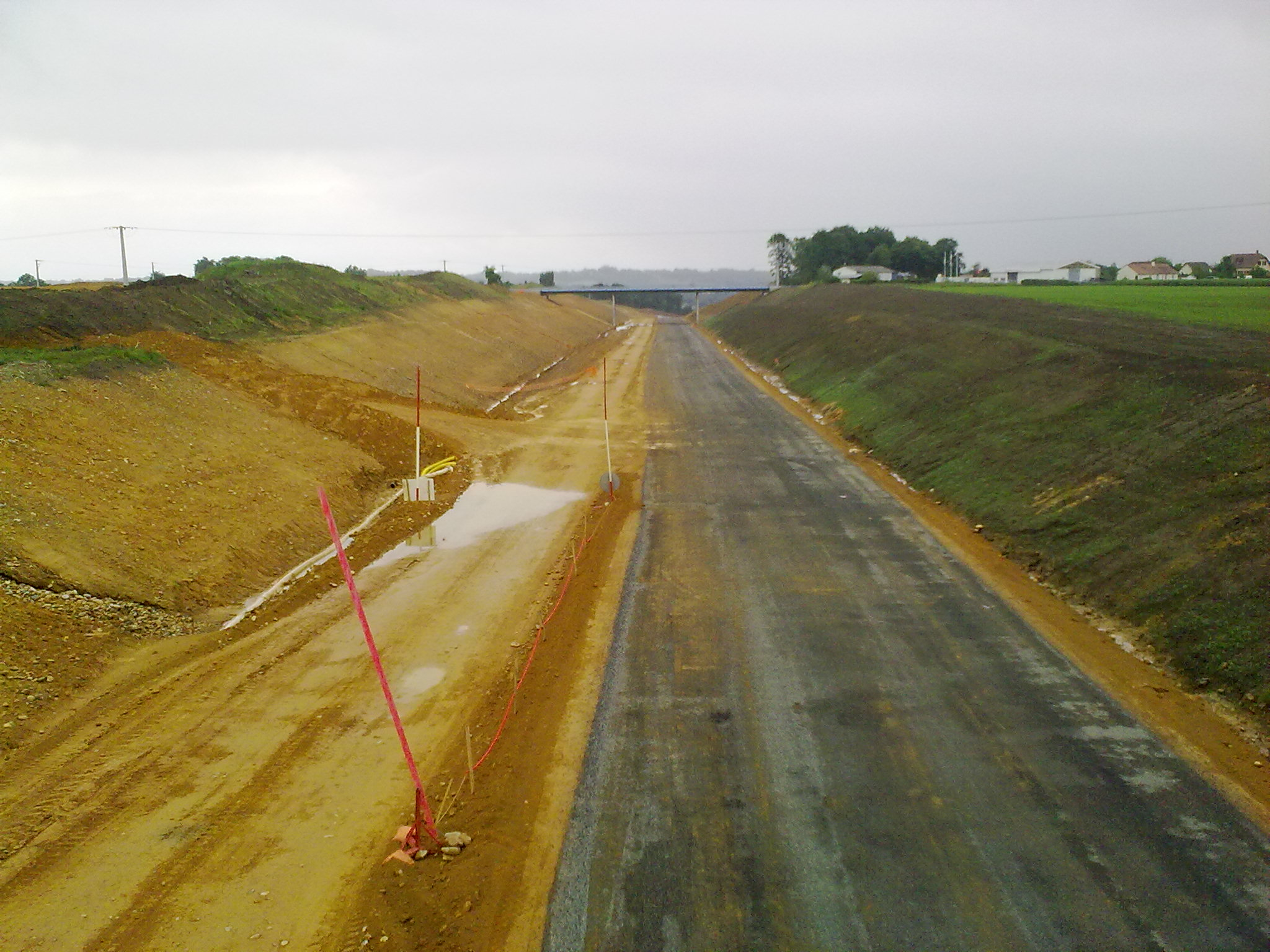
Будівництво червень 2010 року

Автомагістраль A65 — автострада на південному заході Франції. Будівництво почалося в 2008 році, а офіційно відкрито 14 грудня 2010 року. Вона сполучає Лангон (Жиронда) з По (Атлантичні Піренеї), вартість проїзду становить 19,70 євро за повну поїздку на автомобілі.
Відома також як Autoroute de Gascogne, її довжина становить приблизно 150 кілометрів. Проект будівництва був ініційований CIACT, який оголосив про початок робіт у 2008 році. Вона була побудована спільним підприємством "A'LIENOR", 65% якого належить "Eiffage" і 35% "SANEF", які будуть мати ефективний контроль протягом 65 років.
Фінансування, будівництво та експлуатація автомагістралі здійснювалися приватною компанією без державної субсидії. Для фінансування дороги від акціонерів і банків були потрібні кошти понад мільярд євро.

## Історія
- 2006-2007 рр. Постанова про декларування комунальних послуг (ДУП). Остаточні переговори щодо контракту з державою, які будуть опубліковані після публікації указу. Детальне вивчення деталей і попередні процедури для завершення роботи: дослідження та гідравліка (юридичні питання щодо води).
- 2008 Відведення землі та початок роботи
- Відкрито 16 грудня 2010 р[2].

## Макет
Дорога збільшує швидкість поїздок з Бордо до По на автомобілі. Вона пропонує альтернативу RN134 і RD932 і RD934 (Ланди і Жиронда). Дорога починається в Лангоні, поблизу Бордо, на перехресті з A62, потім перетинає Жиронду та східну частину Ланди, де об'єднує об'їзну дорогу навколо Ер-сюр-л'Адур. Нарешті він прямує через північні Атлантичні Піренеї, з’єднуючись з автомагістраллю A64 у Пое-де-Лескар, поблизу По.

## Вплив на навколишнє середовище
Дорога займає 2000 га незайманої сільської місцевості, зокрема ділянки найбільшого лісу Франції Ле Ланд. На його будівництво передбачалося витратити 4 мільйони тонн наповнювачів.

## Розширення
Автомагістраль мала бути продовжена на південь, з’єднавши По з Олорон-Сент-Марі як A650, але проект був залишений у 2008 році. Він починався на розв'язці з автомагістраллю A64 Байонна - Тулуза в Пое-де-Лескар і йшов до об'їзної дороги Олорон-Сент-Марі. Кінцевою метою було б підключитися до Іспанії Сомпортським тунелем.